# Głuszczyzna
Głuszczyzna – wieś w Polsce położona w województwie lubelskim, w powiecie lubelskim, w gminie Głusk. Leży przy drodze wojewódzkiej nr 835.
W latach 1975–1998 miejscowość administracyjnie należała do województwa lubelskiego.
Wieś stanowi sołectwo gminy Głusk. Według Narodowego Spisu Powszechnego z roku 2011 wieś liczyła 395 mieszkańców.